# Vuelta a Castilla y León 2016
Die 70. Vuelta a Castilla y León 2016 war ein spanisches Straßenradrennen. Das Etappenrennen fand vom 15. bis zum 17. April 2016 statt. Es gehörte zur UCI Europe Tour 2016  in Kategorie 2.1.

## Teilnehmende Mannschaften
| WorldTeam- Movistar Team Professional Continental Teams (4)- Caja Rural-Seguros RGA - Drapac - ONE Pro Cycling - Stölting Service Group Continental Teams (10)- Boyacá Raza de Campeones - Burgos-BH - Efapel - Euskadi Basque Country-Murias - Inteja-MMR Dominican - Lokosphinx - Manzana Postobón - Rádio Popular-Boavista - Sporting-Tavira - W52-FC Porto |
| |

## Etappen
| Etappe    | Datum    | Etappenorte                    | type              | Länge (km) | Etappensieger      | Gesamtführender    |
| --------- | -------- | ------------------------------ | ----------------- | ---------- | ------------------ | ------------------ |
| 1. Etappe | 15. Apr. | Alcañices – Bragança           | Hügelige Etappe   | 166,3      | Carlos Betancur    | Carlos Betancur    |
| 2. Etappe | 16. Apr. | Bragança – Fermoselle          | Hügelige Etappe   | 170,6      | Alejandro Valverde | Carlos Betancur    |
| 3. Etappe | 17. Apr. | Salamanca – Alto de Candelario | Hochgebirgsetappe | 151,4      | Alejandro Valverde | Alejandro Valverde |

## Wertungstrikots
| Etappe         | Etappensieger           | Gesamtwertung           | Punktewertung           | Bergwertung  | Kombinationswertung     | Teamwertung            |
| -------------- | ----------------------- | ----------------------- | ----------------------- | ------------ | ----------------------- | ---------------------- |
| 1              | Carlos Alberto Betancur | Carlos Alberto Betancur | Carlos Alberto Betancur | Raúl Alarcón | Carlos Alberto Betancur | Movistar Team          |
| 2              | Alejandro Valverde      | Carlos Alberto Betancur | Carlos Barbero          | Raúl Alarcón | Alejandro Valverde      | Movistar Team          |
| 3              | Alejandro Valverde      | Alejandro Valverde      | Alejandro Valverde      | Raúl Alarcón | Alejandro Valverde      | Caja Rural-Seguros RGA |
| Wertungssieger | Wertungssieger          | Alejandro Valverde      | Alejandro Valverde      | Raúl Alarcón | Alejandro Valverde      | Caja Rural-Seguros RGA |